# تپلک تیره
تپلک تیره (نام علمی: Scytalopus fuscus) گونه‌ای پرنده از تیرهٔ تپلکان (Rhinocryptidae) و بومی شیلی است.